# Quai de la Petite-France
Le quai de la Petite-France (en alsacien : Em Kleine Frankrich) est un quai de Strasbourg, rattaché administrativement au quartier Gare - Kléber et situé, comme son nom l'indique, dans le quartier historique et touristique de la Petite France. Il borde le canal de navigation de l'Ill, depuis les Ponts couverts, dans l'alignement de l'impasse de la Grande-Écluse, puis longe le square Louise-Weiss, face au quai de la Bruche. Un passage couvert donne accès à la rue des Moulins. 

## Histoire et toponymie
En 1466, l'emplacement est désigné comme Uff dem Denn, bi den gedeckten Brücken, c'est-à-dire « une aire de terre battue proche des Ponts couverts». 
Au XVIIIe et au XIXe siècle on le nomme Blodergängel (« ruelle des pustuleux »), en référence au Blatterhaus (« hôpital des incurables ») destiné aux syphilitiques. La syphilis est une maladie apparue brusquement en Europe à la fin du XVe siècle, qui a bientôt nécessité une prise en charge importante des malades, souvent frappés d'exclusion. Durant l'hiver 1503, le Magistrat avait créé un premier Blatterhaus dans le quartier Finkwiller. En 1686 l'établissement est transféré dans la Grande Île où il restera en activité jusqu'en 1789. La population le dénomme alors zum Französel (« au petit Français ») – la syphilis étant considérée comme le « mal français ». En 1795, « La Petite France » désigne le bâtiment, puis, par extension, tout le quartier,,.

Vues historiques.
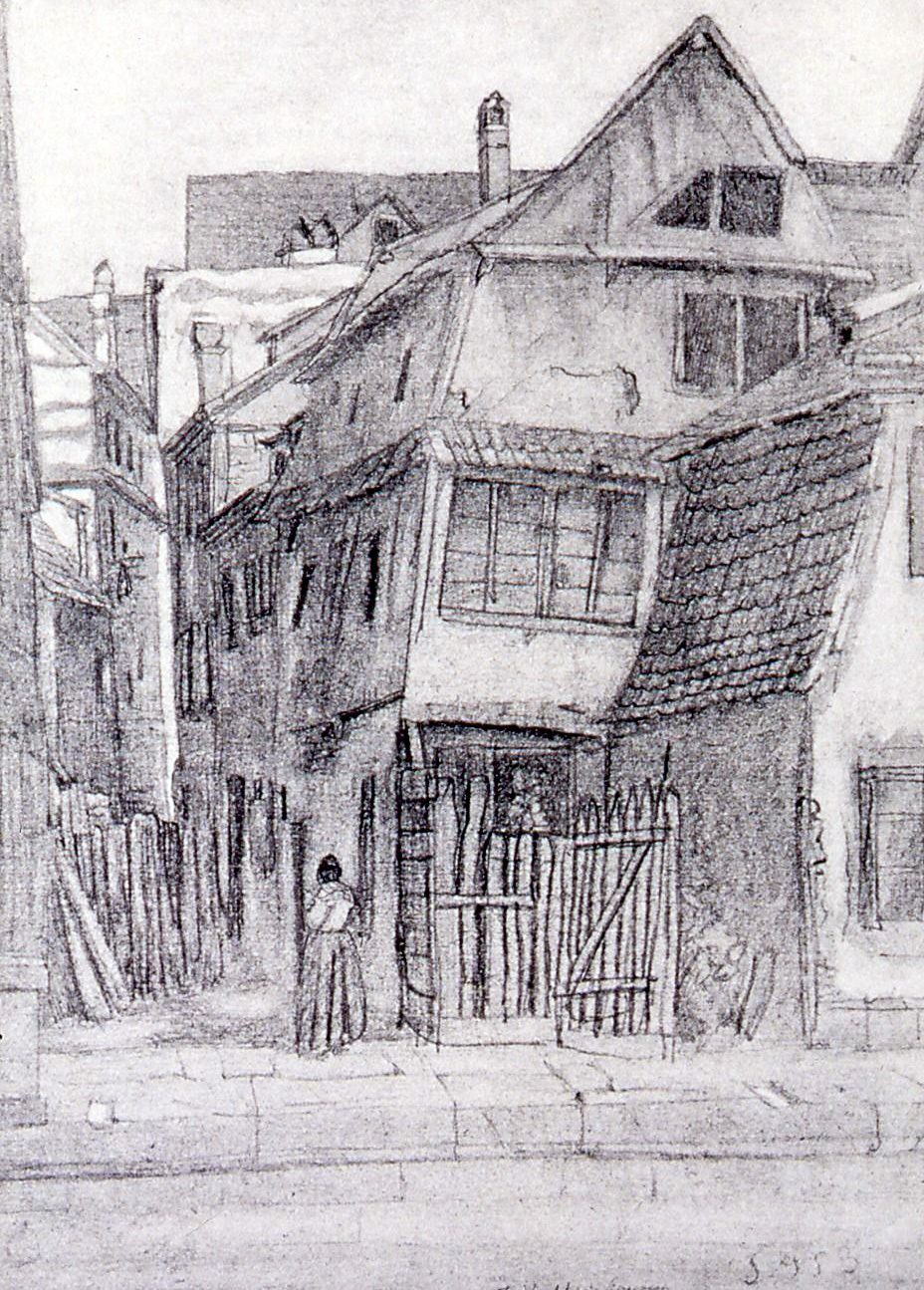
1895[4].
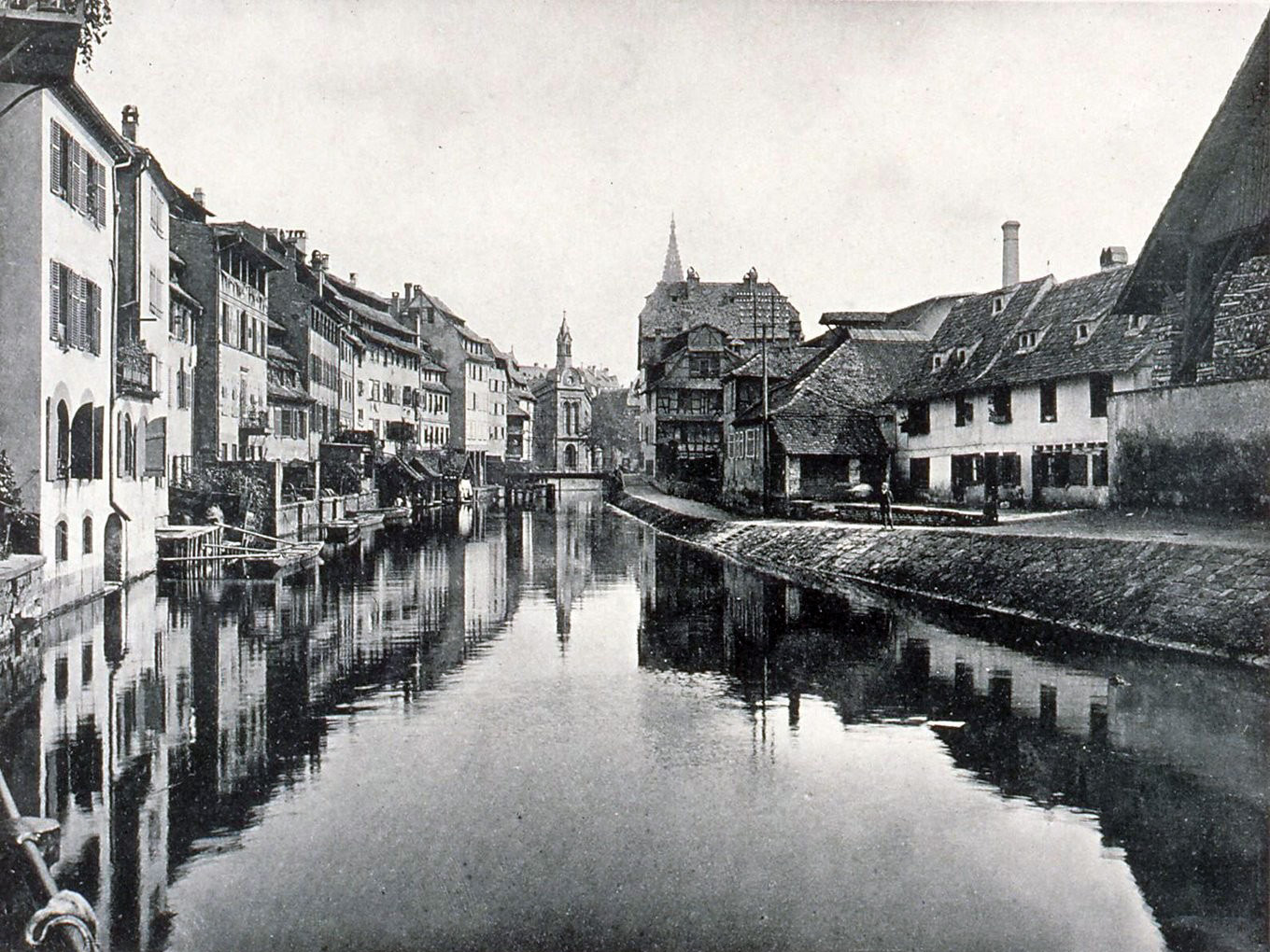
1898.
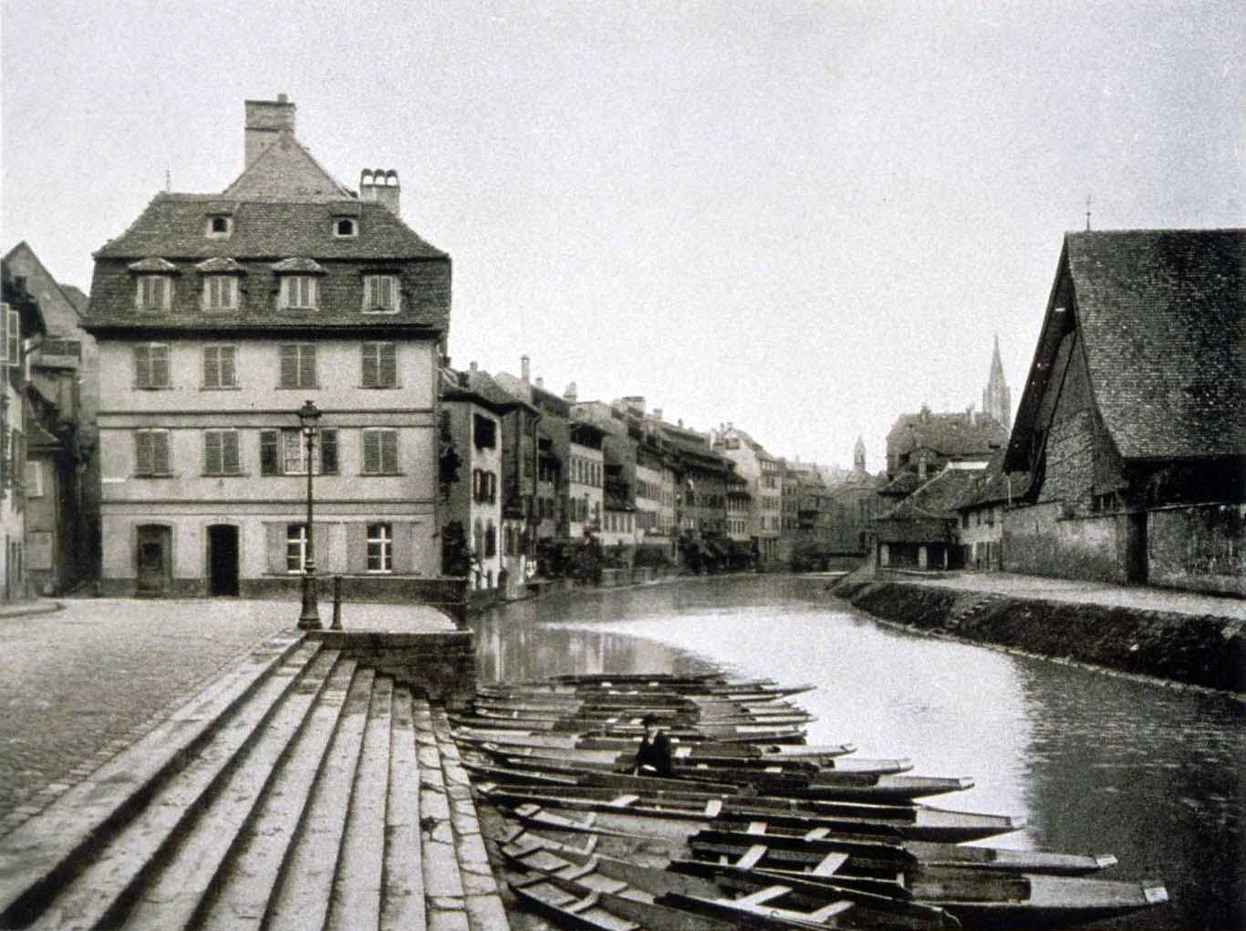
1905.
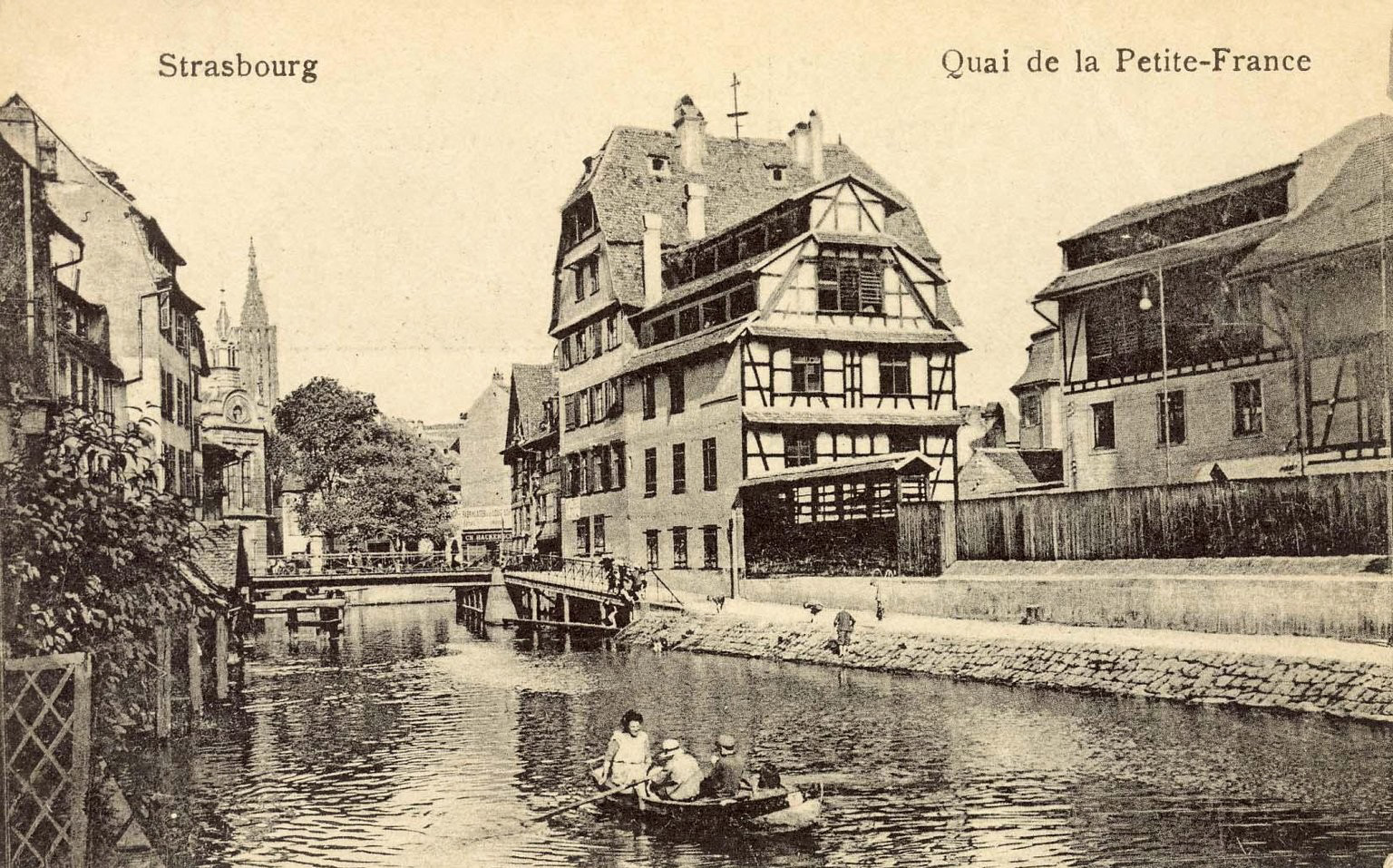
1919.
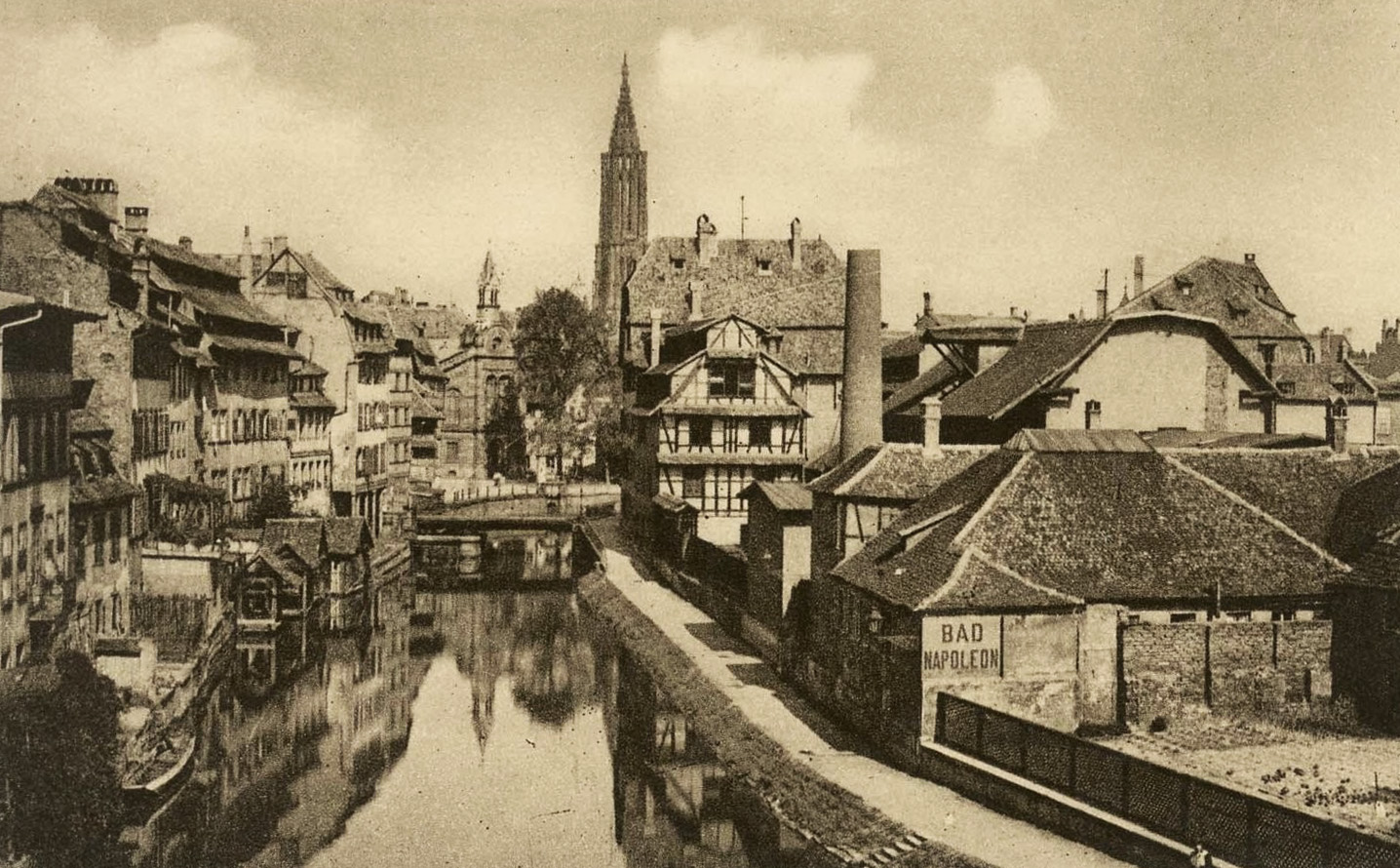
1920[5].

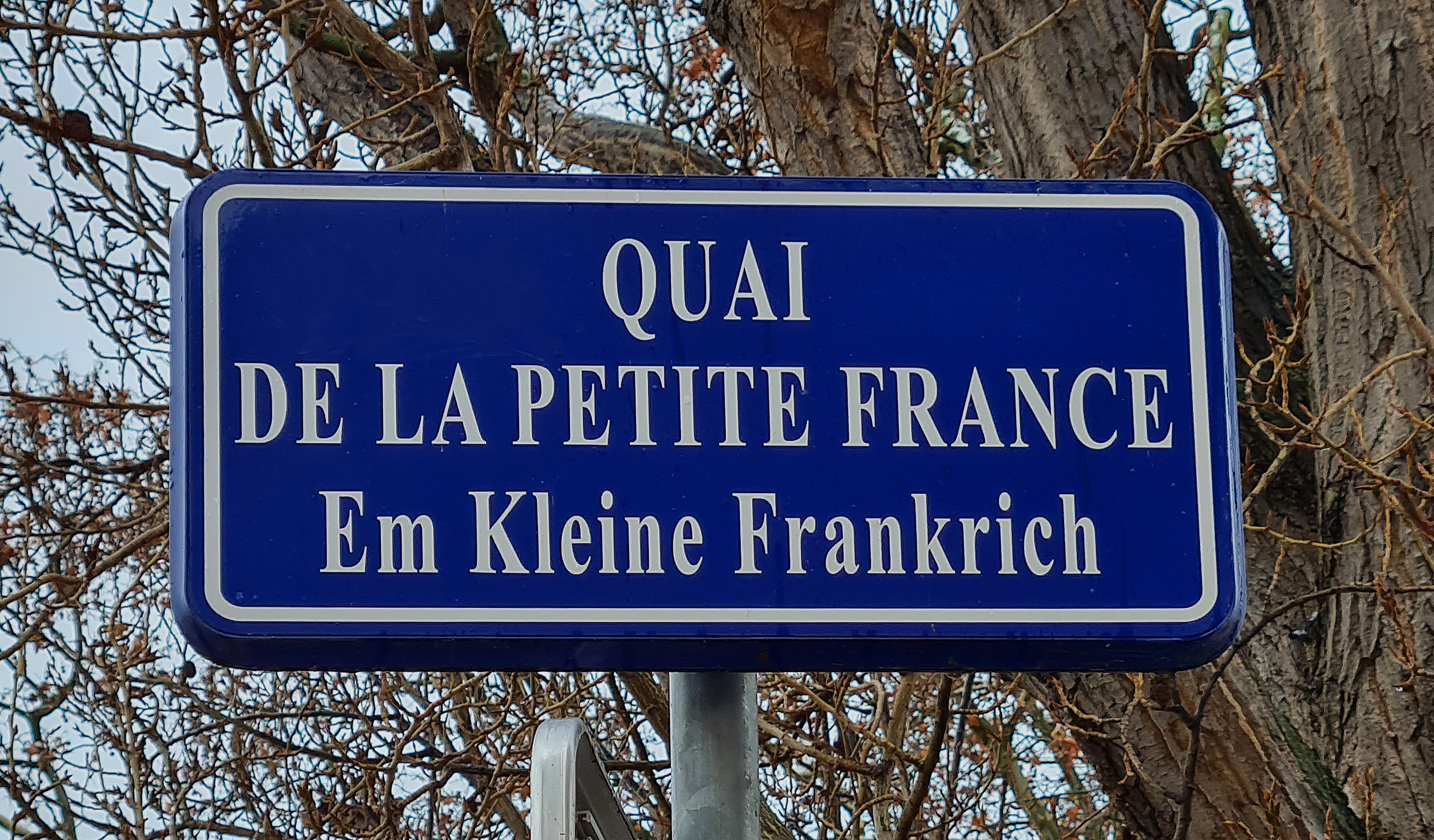
Plaque bilingue, en français et en alsacien.

Le nom actuel, « quai de la Petite France », apparaît en 1858. Il est modifié au moment de l'occupation allemande en 1872 (im kleinen Frankreich), puis en 1940 (Pflanzbadstaden), avant d'être rétabli en 1945,.
À partir de 1995, des plaques de rues bilingues, à la fois en français et en alsacien, sont mises en place par la municipalité lorsque les noms de rue traditionnels étaient encore en usage dans le parler strasbourgeois. La rue est ainsi sous-titrée Em Kleine Frankrich.

## Bâtiments remarquables
L'une des tours des Ponts couverts, le Heinrichsturm (ou tour de l'Éclusier), domine le début du quai. De l'autre côté se trouve une maison assez simple, probablement construite vers 1800 car elle est visible sur plusieurs gravures et photographies du XIXe siècle. Elle abrite un restaurant depuis 1975.

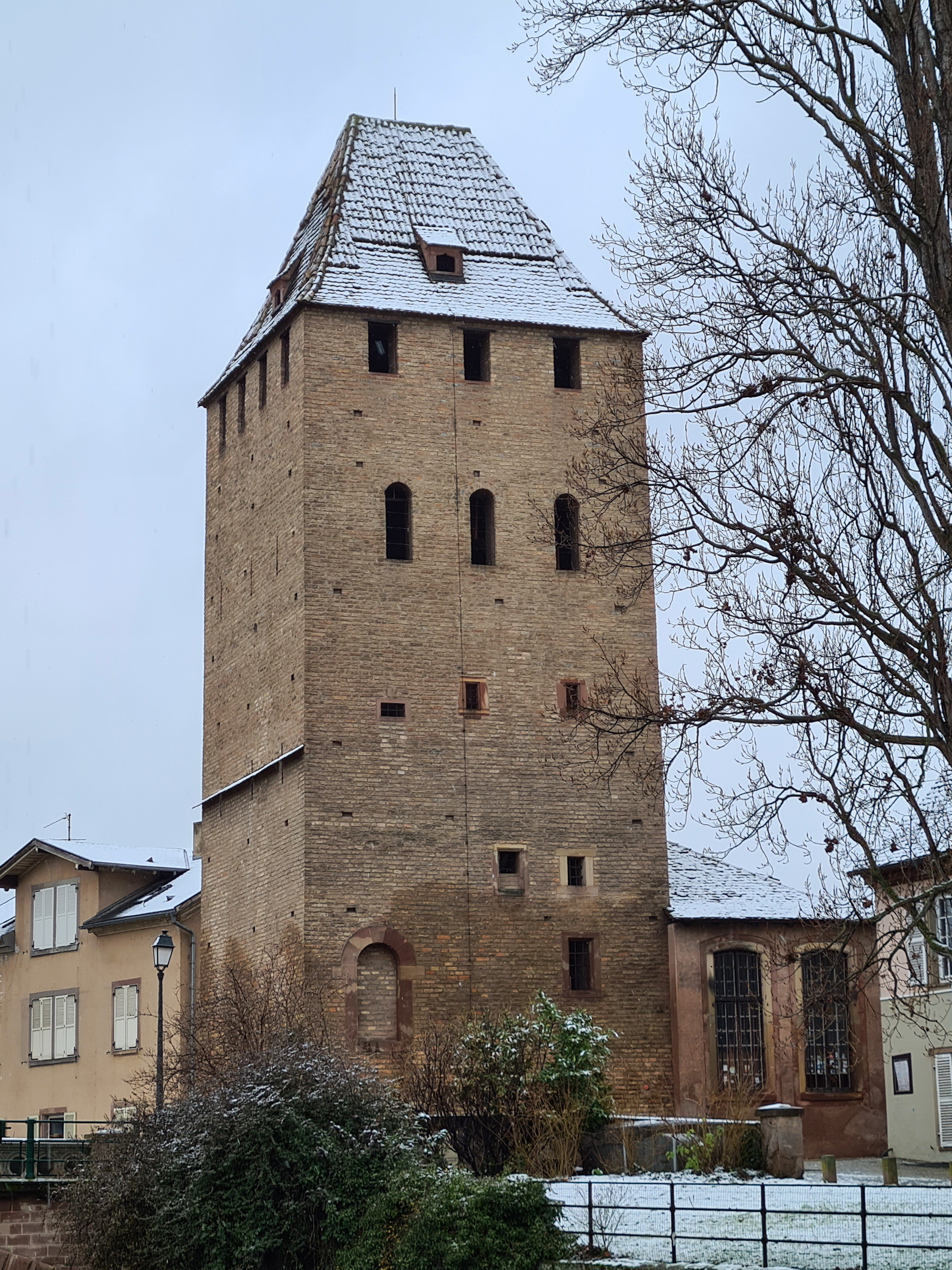
Tour de l'Éclusier.
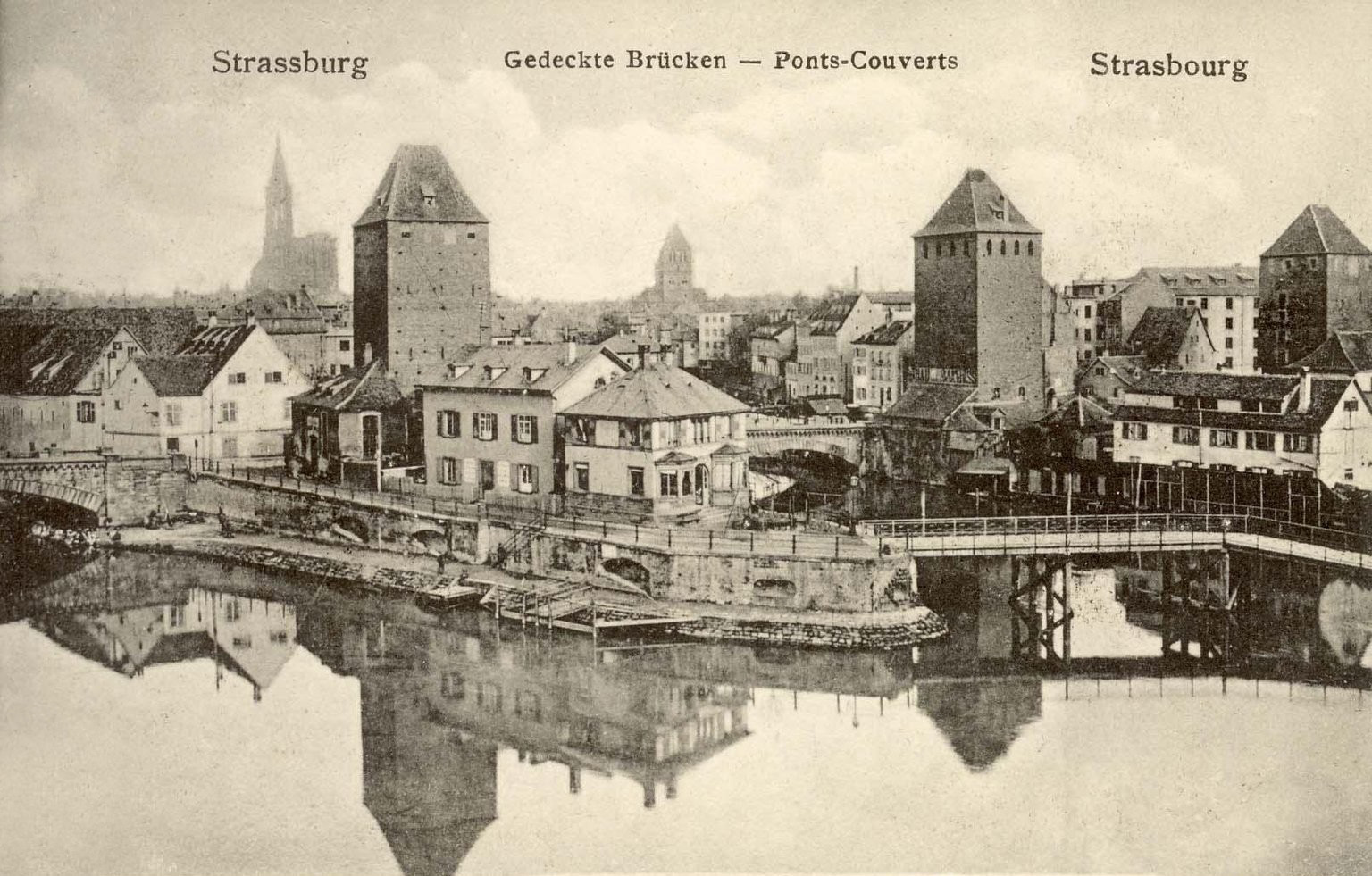
À gauche, la maison en 1911.
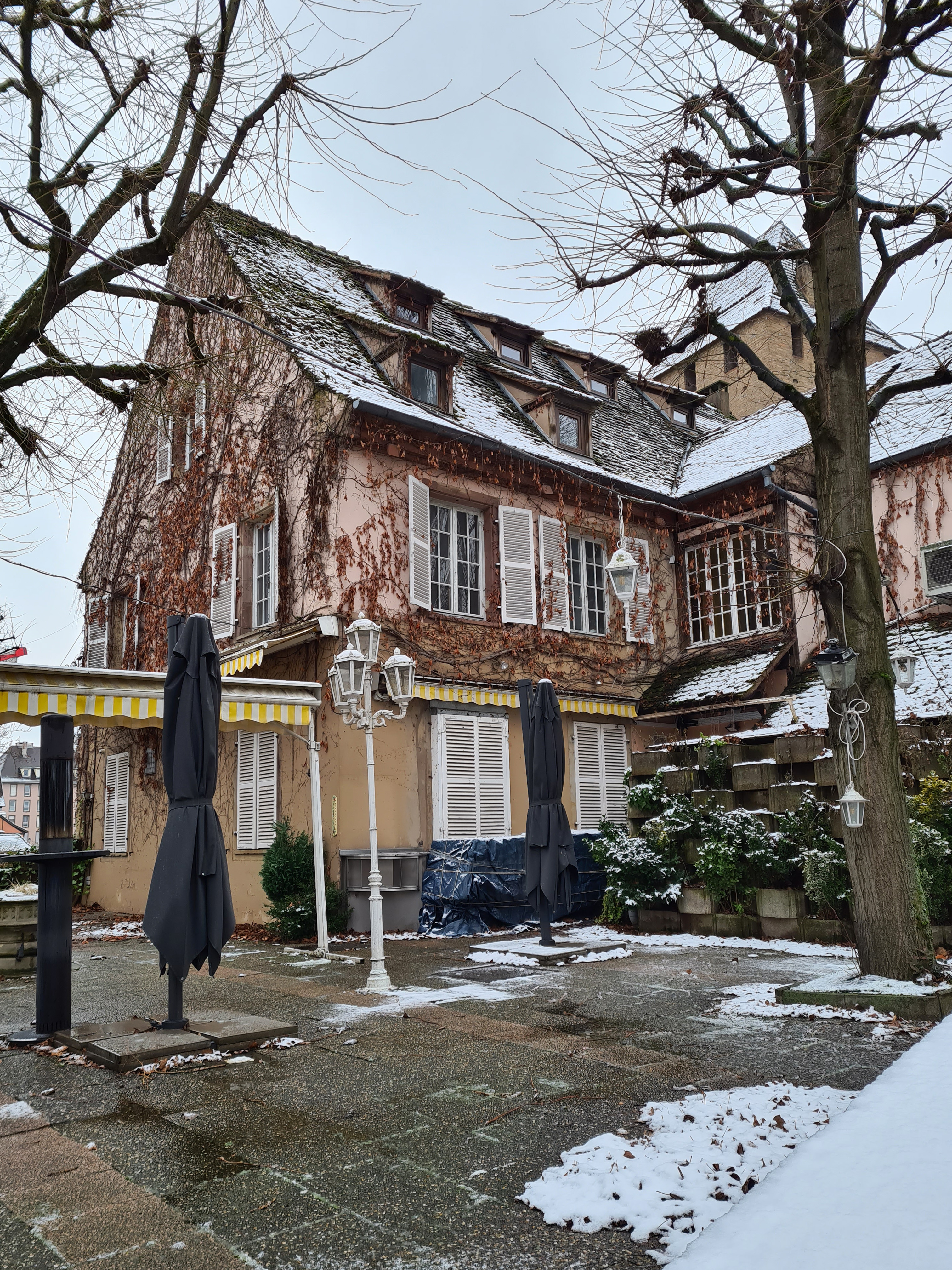
Un restaurant depuis 1975.

La plupart des anciens entrepôts ont été démolis vers 1970. Ceux du quai ont laissé la place aux espaces verts (square Louise-Weiss), mais l'un d'entre eux, que l'on aperçoit ci-dessus sur une carte postale de 1919, a été conservé. Son autre façade donne sur le canal de la Spitzmühle. Le bâtiment abrite désormais des services techniques de la Ville.
À l'extrémité orientale du quai, un passage couvert donne accès au no 6 de la rue des Moulins. Le quai de la Petite-France est ensuite prolongé par le quai des Moulins.

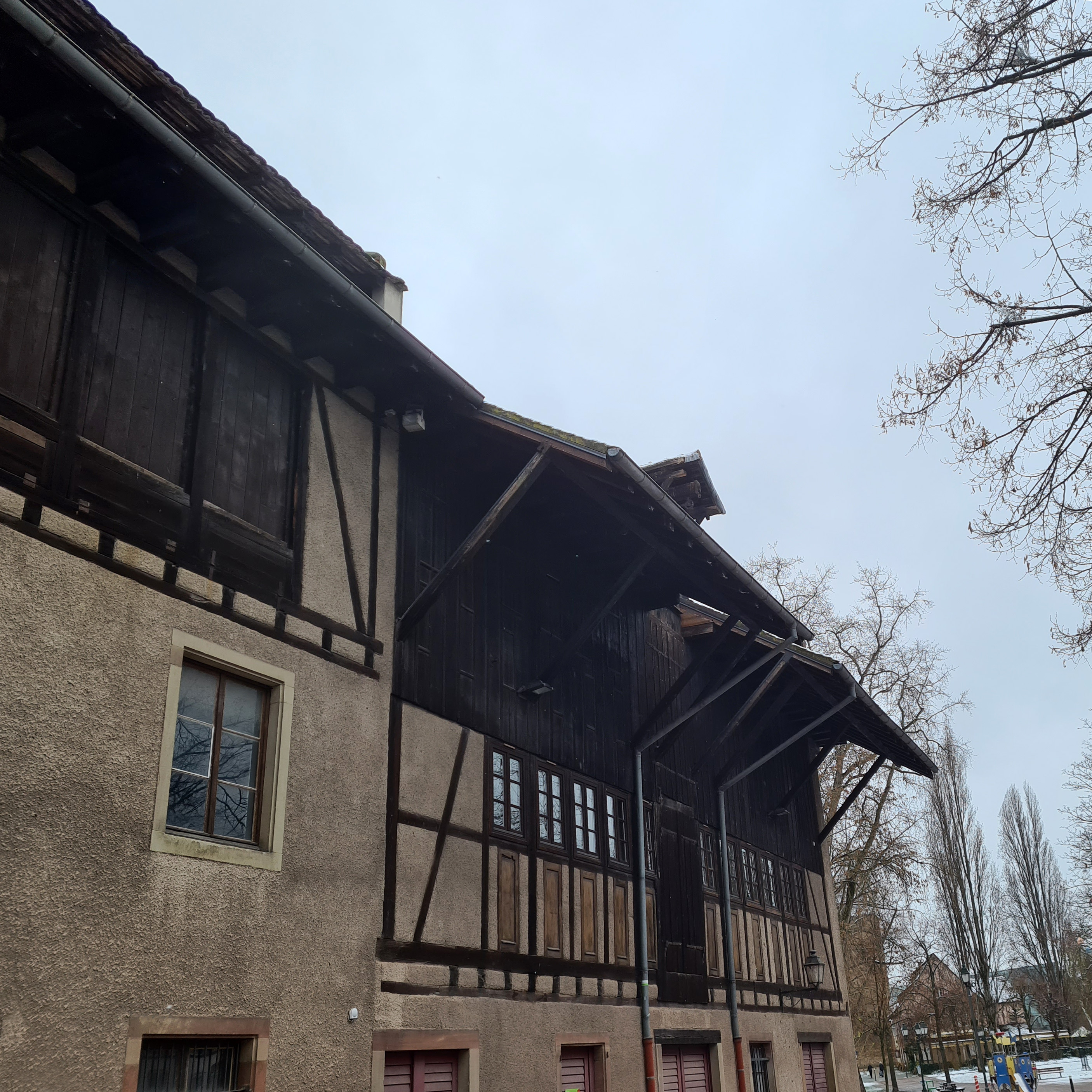
Ancien entrepôt.
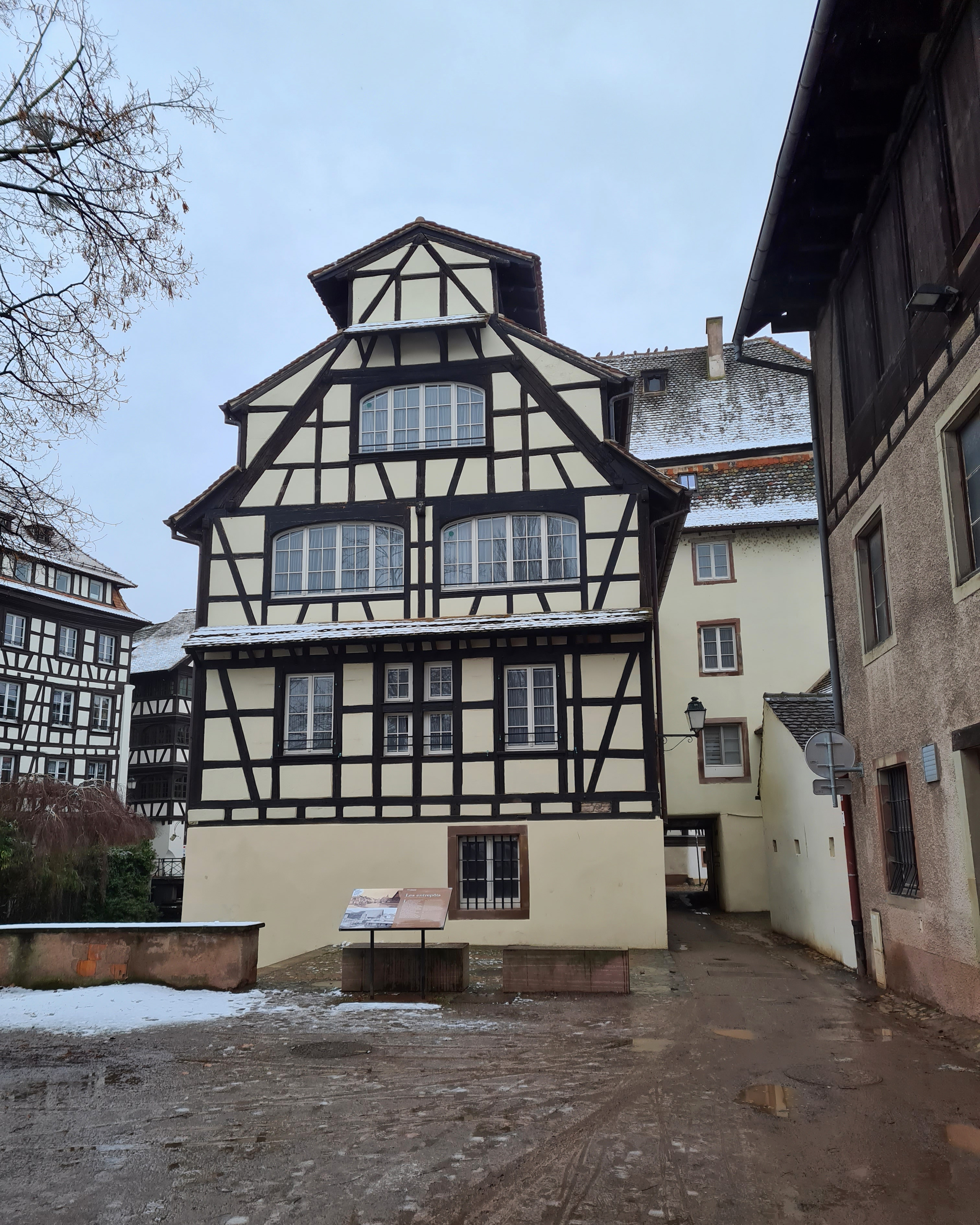
Accès à la rue des Moulins.
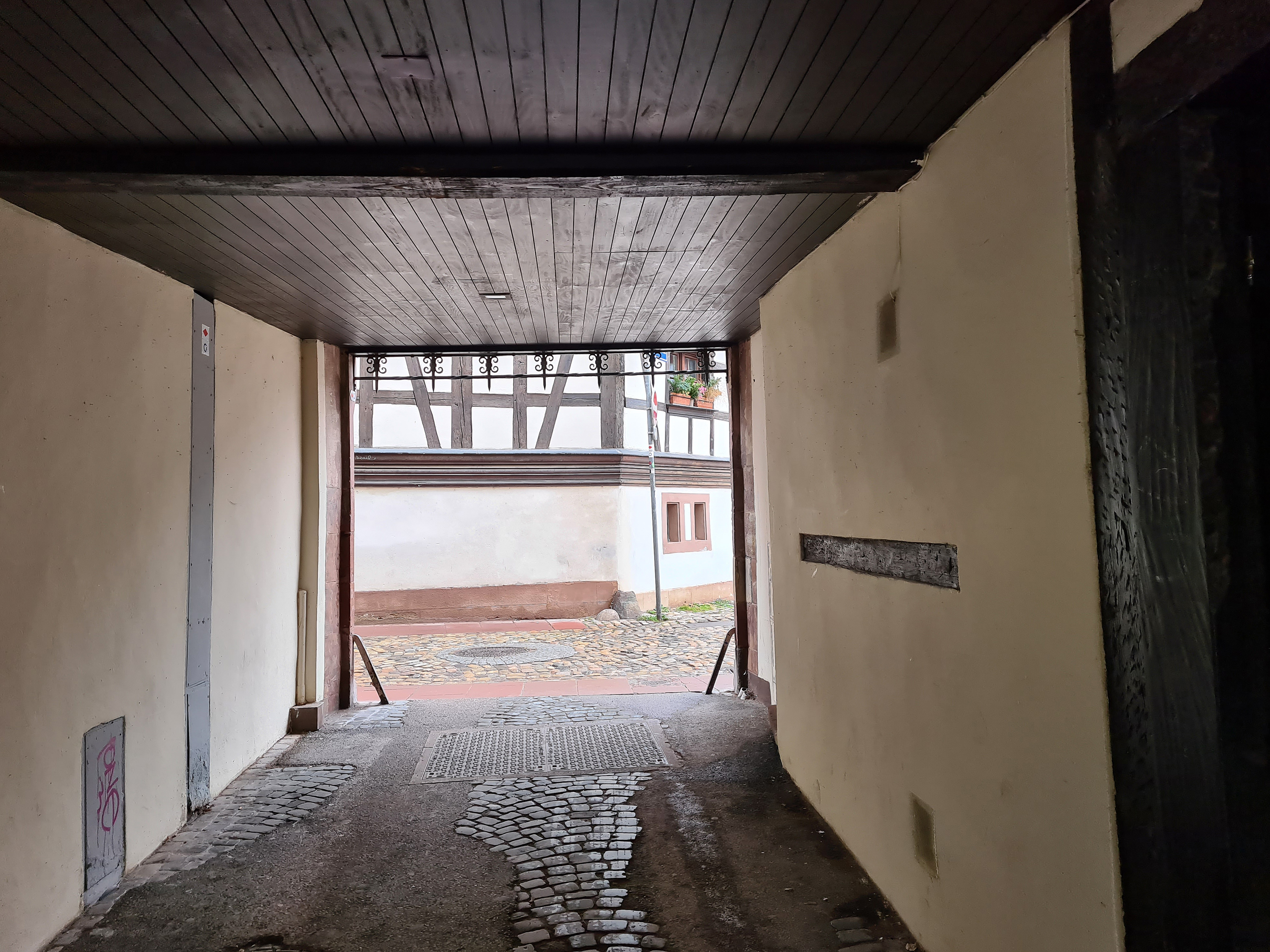
Passage couvert.